# PChome Online網路家庭
25°01′42.4″N 121°32′57.0″E / 25.028444°N 121.549167°E
PChome Online網路家庭，簡稱PChome，是台灣入口網站之一，前身為1998年成立的「todo」網站，2000年1月改為現名。經營者為1998年7月成立的「網路家庭國際資訊股份有限公司」，簡稱網家。PChome也是網路電話服務Skype的台灣代理商，並與eBay合資成立露天拍賣網站。
旗下主要子平台包括：《PChome 新聞》、《PChome 股市》、《PChome 24h購物》、《PChome 旅遊玩樂》...等完備地滿足使用者在資訊、投資、休閒與購物上的多元需求。

## 歷史沿革

### 初期創業
1996年5月，電腦家庭網站設立，初期為PChome電腦家庭出版集團中的一個部門，以《PChome電腦報》為名發送資訊新聞的電子報。PChome Online網站創立，同年起經營入口網站業務。1997年7月，更名為PChome Online網站。1998年7月，網站部門獨立成公司，從PChome電腦家庭出版集團獨立出來，設立todo網站，開始經營入口網站服務。網路家庭國際資訊股份有限公司(PChome Online Inc.)成立。1999年5月，提供免費網路硬碟儲存空間；6月，提供免費個人網頁儲存空間；同年與中國時報、PChome電腦家庭出版集團、中時網路科技合辦第一屆金手指網路獎。

### 公司整合與改名
2000年1月，與PChome Online網站整合，由HiNet管理網站空間，同時公司更名為網路家庭國際資訊股份有限公司。6月，成立電子商務部門，首先推出B2C綜合網路商城「PChome線上購物」。

### 興櫃掛牌
2003年1月，公司股票於興櫃市場公開買賣。
2005年1月，公司股票於店頭市場公開買賣；3月，提供無限制空間免費相簿服務；7月，提供網路拍賣服務。10月，成立「PChome商店街 」為擴大電子商務基礎，並協助國內微型創業店家及中小企業發展電子商務。
2006年6月，與全球拍賣龍頭eBay合資成立「露天拍賣 」，跨足網路拍賣業務。

2007年，推出全球首創「24小時到貨專區線上購物─PChome 24h購物 」服務，樹立台灣電子商務發展的全新標竿。PChome 24h購物旗下所有商品完全以網購倉儲100%自營打造高到貨達成率，堪稱全台第一。
2007年4月 PChome Online推出Sales2.0分紅網，不必進貨也能銷售，人人做電子商務的時代來了；7月，PChome Online宣布成立愛比科技（IPEVO），以「網路服務」結合「台灣硬體製造」與「工業設計」等競爭優勢持續投入Skype網路電話硬體、網路影像、數位音樂等相關產品；8月，愛比科技榮獲全球著名科技投資雜誌《Red Herring》頒贈之「2007 Red Herring 亞洲100強」殊榮；10月，《PChome 24h購物》達成單月營收新台幣一億元目標，開啟線上購物新紀元。
2008年3月，進軍商用話務市場 SkypeBIZ企業總管用戶數一年內突破2600家。4月，PChome & Skype推出最新月租型資費方案「Skype包月Go」，以創業界的超低月租費讓使用者幾近無限制的撥打到一般市話/長途/手機或國際電話；5月，《PChome 24h購物》賣場商品正式於露天市集同步開賣。
2010年，PChome商店街自網路家庭母公司分割，正式成立「商店街市集國際資訊股份有限公司」，分割基準日為民國99年4月30日。PChome全球購物服務上線營運。
2012年，成立第三方支付服務「PChomePay 支付連」，以提供PChome Online旗下露天拍賣的金流服務為主，提供ATM轉帳、餘額付款、信用卡分期、代收付服務等。
2014年，推出「Yiabi」手機網路應用服務，滿足資訊「存、讀、分享」需求。
2015年3月，推出「PChome搜尋」服務，強調「購物優先」。
2016年11月，推出「儲值」服務，可用於PChome24h購物、PChome 購物中心等站上超過 500 萬種商品。消費者可先以信用卡、轉帳等方式先購買儲值金額，可依需求儲值500 元至100,000 元，結帳時輸入欲抵扣的儲值餘額，即可快速完成付款，省下輸入信用卡卡號或轉帳的時間，且不需負擔多次的轉帳費。
2017年8月，推出「離島網購運費優惠」方案，凡PChome24h購物配送到台灣離島地區，每筆訂單只需付一百元運費；並再推出「離島單筆消費滿千元免運費」的服務方案。
2018年5月3日，網路家庭與花旗銀行聯手，正式推出「花旗PChome Prime 聯名信用卡」。
2023年8月1日，位於新北市林口區速配承租小型外倉發生火警。

## 海外發展

### 美國
2012年4月5日（美國時間），「PChome US購物網站」正式上線。

### 泰國
2015年1月，PChome Online旗下子公司PChome Thailand Co., Ltd.於泰國成立；同年9月在泰國推出C2C電子商務服務，致力於提供最便利、安全和具有樂趣的網路購物體驗。
2016年10月，PChome （页面存档备份，存于）獲得泰國電子交易委員會審批，獲准在泰國經營電子支付業務，成為首家台資電商網站獲准經營泰國金流代收付業務。
2024年8月，宣布因針對轉投資的業務進行整理，結束PCHome Thai泰國購物的服務，未來規劃逐步將跨境購物服務整合至PChome 24h購物內。

### 香港
1997年，與南華早報合辦PChome香港版；2002年，因為科網泡沫，PChome香港版結束營業。

## 集團業務

### PChome 電商營運與自營業務
- B2C網站：PChome24h購物（銷售產品超過500萬種，其中有超過200萬種商品在庫，提供全台24小時到貨、台北市6小時到貨服務[10]。）
- B2C全球網站：PChome全球購物（銷售全球104個國家/地區）
- B2B2C網站：PChome商店街（網家集團關係企業）
- C2C網站：PChome商店街個人賣場
- 網路應用服務：Yiabi（新聞應用）、PChome IM（手機通訊App）、IThome電腦報。

### 合資企業
- C2C網站：露天拍賣（與eBay合資成立）
- 房屋仲介服務：樂屋國際資訊股份有限公司
  - 2008年與信義房屋、住商不動產、太平洋房屋、中信房屋、21世紀不動產合資成立「樂屋網」，進入不動產交易電子商務領域。
- 時尚購物平台: MiTch,覓去股份有限公司 (與日本綜合商社三井物產合資設立, 2020年開站)

### 子公司業務
連科通訊股份有限公司
- 網路應用服務：PChome&Skype（PChome為Skype在台灣自2004年7月至2011年間的代理商，2011年以後移轉給子公司連科通訊股份有限公司經營）
  - 2004年7月，PChome與著名網路電話公司Skype成為全球首位策略合作夥伴，並於台灣推出「 PChome & Skype網路電話 」服務，跨足網路電信服務，2023年11月30日結束服務。
  - 2007年3月，PChome-Skype進入企業元年 推出SkypeBIZ企業總管 瞄準企業市場。
  - 2011年，PChome & Skype 服務由網路家庭國際資訊股份有限公司 (PChome Online) 移轉予子公司連科通訊股份有限公司經營。
- AI語言學習服務：Lingvist。2017年9月，針對台灣多益考試市場，PChome集團旗下語言學習服務Lingvist推出「TOEIC 多益必備單字」付費方案，Lingvist藉由AI人工智慧技術分析使用者單字量，而使用者可依學習目標，選擇不同的付費方案[11]。首創AI智慧學習，200小時學好英文[12]。

拍付國際資訊股份有限公司
- 行動支付服務：Pi 拍錢包

2015年5月，推出「Pi 拍錢包」服務，「輕鬆拍、安心付」、首創手機號碼交易的行動支付服務。
- 第三方支付服務：PChomePay支付連

2020年，與支付連國際資訊股份有限公司合併
國際連股份有限公司
- 電子支付服務：PChome國際連：2016年，PChome國際連電子支付開業，啟用儲值款項支付、帳戶間轉帳服務，並已於2016年3月獲金管會核發專營電子支付機構營業執照[14]。

## 獎項
- 2015年：《經理人月刊》「2015影響力品牌年度大賞－電子商務平台類」首獎[15]。
  - 經理人月刊自2013年開始舉辦影響力品牌年度大賞，重視企業品牌引起消費者討論和深入顧客心理引發實際購買行為的能力，期望品牌能對環境、產業和社會帶來正面影響力。評選方式透過網路口碑監測，選出具備基本網路聲量的品牌後，再經由經理人票選與專家評審，為各產業做出最終排名。
- 2015年：第16屆金手指網路廣告獎「行動裝置服務類商業服務項」金獎。
  - 金手指網路獎成立於1999年，為華文界第一個網路大獎，主要目的為鼓勵網路世界的多元創意。徵集對象包含台灣、中國、香港三地同步徵件，並由顧問團與評審團評比作品。
- 2016年：《工商時報》「台灣服務業大評鑑-大型購物網站」金牌[16]。
  - 工商時報委託調查公司「柯南國際股份有限公司」，以「神秘客」調查方式，評選出優質服務企業及從業人員，並透過專刊出版分享其服務方法[17]。
- 2016年：《天下雜誌》「最佳聲望標竿企業調查-電子商務業」第一名[18]。
  - 《天下》自1994年連續舉辦「企業最佳聲望標竿企業調查」，以同業評估與專家評估的方式，也就是邀請國內產值最大、最重要的產業、以及新興產業中的重要企業，對同行中的標竿企業進行評估，藉以反映國內企業的競爭實力及體質[19]。
- 2016年「資訊月-百大創新產品獎」[20]。
  - 資訊月活動委員會之獎項，透過「百大創新產品」之選拔活動，旨在鼓勵國內ICT產業開創以「創新」為核心目標之產品及服務。
- 2017年：《天下雜誌》「DTA Award 數位服務創新獎-貿易便捷化與跨境電子商務」優等獎[21]。
  - 數位經濟紀產業發展協會(前身為台灣科技化服務協會，2017/5正式更名)，為鼓勵台灣經濟結構轉型與產業永續發展之企業，所設立之獎項[22]。期待構建數位轉型生態系，貼近政府政策及產業脈動，並協助台灣經濟結構轉型及產業翻轉。

## 爭議

### 標錯價格事件
該站「購物頻道」陳列的蜆精、鏡頭、顯示卡、記憶卡等商品的價格標示錯誤，引起網友大肆搶購。事後，站方以「內部錯誤」為由，拒絕出貨。此舉引起部份網友不滿，並協同律師以《消費者保護法》對該站提出團體訴訟。

### 垃圾郵件
PChome Online網路家庭是目前台灣最大的垃圾信件來源，除了取消電子報訂閱的功能有爭議之外，在未經用戶本人同意下，所有PChome的用戶均為預設的新電子報訂閱戶，必須主動前往該公司網頁取消訂閱。同時，該公司也同屬未提供刪除會員帳號服務的入口網站業者之一。
該公司可能為了避免消費者持續的抗爭，在網頁上只提供了電子郵件回覆的客戶服務，造成求訴無門，長久以來PChome Online網路家庭如同垃圾般的電子報依然困擾著數以萬計的電子郵件使用者。雖然有特定的申訴管道，或者是針對某公司的集體訴訟案件，但由於法律過程冗長，並且在電子報本身是否為垃圾信件這個議題依然有爭議，因此讓該公司得以繼續其如同騷擾般地透過該法律漏洞而困擾著眾多網路使用者。數年前便有針對PChome的垃圾信件防治協會成立，但顯然對於該公司生產垃圾信件的決心沒有任何實質作用。由於來自PChome Online的垃圾信持續騷擾著網路使用者，顯然必須透過PChome Online在企業良知上更進一步的成長或是經由台灣政府大刀闊斧的決心才能徹底剷除這一問題。

### PChome與PChome Online的關係
PChome Online一開始隸屬於PChome雜誌，爾後在網路發展下，當時的雜誌總編輯李宏麟決定把網路部門獨立出來，分屬不同公司各自發展，不過兩公司的主管仍為詹宏志、李宏麟等人，辦公室也仍在一起。但之後《PChome電腦家庭》併入城邦出版集團並為香港Tom集團收購，詹宏志自城邦退休、轉戰PChome Online，兩家公司只剩部分名稱雷同，不再有實質關聯。

### 轉嫁促銷成本事件
2017年後面臨海內外電商競爭激烈，PChome商店街突然推出新合約，第8條第6項「合約期間內，合作廠商同意依網路家庭所擬之行銷計畫配合進行行銷活動，並同意負擔因前開行銷活動所產生之費用」，將舉辦特賣會的主導權掌握在手，然而特賣優惠的成本全由廠商吸收，而賣家抱怨說簽年約時採用軟性詐欺的手法，告知該條款只是擺設，並不會實施，就算實施前也會徵求全體重新討論，但在6月份突然以電子郵件告知要開始片面實施，後傳出有20多家廠商要出走。例如有一賣家表示他有1款燈售價1,899元台幣，成本是1,200元，PChome先前片面推出滿1,600送500的活動，扣掉運費、稅、上架成本費，賣1個燈就現賠500元，廠商發現後趕緊商品立刻下架，但估計光2017年6月就損失2到3成。

### 高層酬金佔比過高
2022年6月，網家公告2021年財報，總經理與副總經理等級總酬金（包含薪資與獎金等）占稅後純益比率高達91.9%。其中，董事職務加上兼任員工薪資後酬金級距在3,000萬元至5,000萬元，只有執行長蔡凱文一人，董事長詹宏志的酬金則在1,500萬元至3,000萬元間。引發網友「沒賺錢還養肥貓？」、「營收成長但EPS差勁還要調薪？」的酸言酸語。同年6月22日，網家董事長詹宏志在股東會上強調，若今年獲利再不改善，「我的薪資變0，執行長薪資砍為二分之一。」

## 中國大陸封鎖
依據GreatFire測試，其主網站在中國大陸被當局的網墻封鎖，即當地網民無法正常訪問該網站。HTTP連結自有記載（2012年）或更早起遭受封鎖至今，HTTPS連結自2019年或更早起遭受封鎖至今。